# Samuel Smith (relojero)
Samuel Smith (1826-1875) fue un relojero británico, conocido por haber fundado el Smiths Group, una de las empresas de ingeniería más grandes del Reino Unido.

## Carrera
Samuel Smith, formado como artesano, abrió su primera tienda en Newington Causeway, en Londres, en 1851. Su negocio se expandió rápidamente, ya que se ganó la reputación de ofrecer un servicio rápido y amigable. Esto le permitió abrir una segunda tienda en 1871. Su hijo, también llamado Samuel, desarrolló el negocio para fabricar relojes y diales para automóviles. Samuel Smith padre murió en 1875.